# Ghalym Bainasarow
Ghalym Bainasaruly Bainasarow (kasachisch Ғалым Байназарұлы Байназаров, russisch Галым Байназарович Байназаров Galym Bainasarowitsch Bainasarow; * 17. September 1944) ist ein kasachischer Ökonom und Bankmanager. Er war von 1992 bis 1993 erster Präsident der Kasachischen Nationalbank.

## Leben
Ghalym Bainasarow wurde 1944 im Bezirk Schangeldi im heutigen Gebiet Qostanai geboren. Er machte 1969 einen Abschluss am Institut für Volkswirtschaft in Alma-Ata.
Seine berufliche Laufbahn begann er als Mitarbeiter der Gosbank, der Zentralbank der Sowjetunion. Hier arbeitete er bis 1976 als Kreditprüfer und schließlich als Leiter der regionalen Abteilung im Oblast Turgai. Im Anschluss daran war er in der Filiale der Gosbank in Arkalyk. Von 1985 bis 1987 war er stellvertretender Leiter und anschließend Leiter der des kasachischen Büros der sowjetischen Zentralbank. Nach einer Neuordnung des Bankensystems in der kasachischen Sowjetrepublik wurde Bainasarow erster stellvertretender Vorsitzender der Kazagroprombank.
Nach der Unabhängigkeit Kasachstans von Sowjetunion wurde er am 20. Januar 1992 zum ersten Präsidenten der Kasachischen Nationalbank ernannt. Hierbei war er maßgeblich an der Einführung der nationalen Währung Tenge beteiligt. Bereits am 20. Dezember 1993 wurde er an der Spitze der Nationalbank von Däulet Sembajew abgelöst. Danach war er Berater des kasachischen Premierministers und von 1995 bis 1996 arbeitete er als Berater für die Abteilung für Wirtschaftspolitik der Präsidialverwaltung. Zwischen 1996 und 1998 arbeitete er als Direktor der Abteilung für Auslandsinvestitionen für die Kaspotschtabank und von 1997 bis 1998 war Bainasarow Generaldirektor der Finanz- und Investmentgesellschaft Artem. Zwischen 1999 und 2002 bekleidete er den Posten des Vorsitzenden eines nationalen Fonds Kasachstans. Anschließend war in einer Beraterfunktion tätig. Seit Januar 2002 war er Abgeordneter in der Mäschilis, wo er Mitglied des Ausschusses für Wirtschaftsreform und regionale Entwicklung war. Im November 2004 schied er als Abgeordneter aus dem Parlament aus.